# 流田みな実
流田 みな実（ながた みなみ、1987年3月7日 - ）は、日本の元AV女優。NAXプロモーション所属

## 略歴・人物
2019年9月、Fitchの専属女優としてAVデビュー。
元地方局のアナウンサーとされている。
2020年4月からマドンナ、7月はアタッカーズ、10月から再びFitch、2021年7月からヴィーナスの専属女優となる。
2022年4月、自身の作品をもって引退。

## 出演作品

### アダルトDVD
- 新人 元地方局アナウンサー 流田みな実AVデビュー!! 瞳を潤ませさらけ出す美巨乳と女盛りのカラダ（9月1日、Fitch）
- 遂に中出し解禁!! 射精無制限! 元地方局アナウンサーがご奉仕する超高級ナマ中出しソープ（11月1日、Fitch）

- 密着して舐め尽くす むしゃぶり唾液痴女（1月1日、Fitch）
- 心もカラダも解放され濃密に交わる素顔の中出し旅行（2月1日、Fitch）
- 密会スイートルーム 欲望のまま貪り合う10発中出しSEX（3月1日、Fitch）
- 久しぶりに参加した同窓会の夜、女子アナになっていた教え子と、朝番組が始まるギリギリまで何度も中出しSEXに溺れて…。（4月7日、マドンナ）
- 元地方局アナウンサー初NTR作品!! 新婚初夜NTR（5月7日、マドンナ）
- 結婚五年目、セックスレスの私は同居する父に犯されました。（6月7日、アタッカーズ）
- 孤独な私が溺れた義父の濃厚接吻NTR 〜渇いた心とカラダに絡みつく淫らな温もり〜（10月13日、Fitch）

- 甥っ子のスケベな悪戯と元気過ぎるショタチ○ポに快楽堕ちした美尻奥さん（1月13日、Fitch）
- 専属移籍決定!! 「おばさんの下着で興奮するの?」 脱ぎたてのパンティで甥っ子の精子を一滴残らず搾りとる叔母（3月1日、VENUS）
- 可愛くて清楚なのにとってもスケベ! 元・地方局女子アナウンサー 流田みな実8時間BEST（3月13日、Fitch）※ベスト盤
- 美人のお姉さんに中出し三昧!! 流田みな実8時間BEST（6月13日、Fitch）※ベスト盤
- 父が出かけて2秒でセックスする母と息子（7月7日、VENUS）
- もう息子なしでは生きていけない…。 母親が絶頂50回突破するエロス極限トランス中出し（8月13日、VENUS）
- ママ友に裏切られてクソ底辺な男に中出しされる人妻 流田みな実（10月26日、VENUS）

- 担任の私と男子生徒が涎を垂れ流し何度も夢中で舌を絡めるご両親不在のベロチュウ家庭訪問 流田みな実（1月18日、VENUS）
- 上京した息子と月に1度の遠距離相姦 今日で私はあの子に抱かれるのを最後にします―。 流田みな実（4月19日、VENUS）
- S級熟女コンプリートファイル 流田みな実 8時間（9月13日、VENUS）※単体ベスト

### VR
- 流田みな実VR解禁! 美人の女子アナウンサーに常に子種を求められる密着新婚性活!（2019年12月12日、Fitch）

### イメージDVD
- Minami scandalous scoop（2020年3月19日、REbecca）

### デジタル写真集
- Minami scandalous scoop（2020年7月24日、REbecca）

## 掲載

### 雑誌
- 週刊現代 2020年2月22日号（講談社） - グラビア「「あの人気女子アナに似てると言われます」」
- 週刊実話 2020年4月2日号（日本ジャーナル出版） - 袋とじ「みな実と竹内が脱いだ!!」
- 週刊大衆 2020年5月4日号（双葉社）- グラビア
- EX MAX 2020年6月（楽楽出版） - 袋とじ「美乳SIDE」